# José Cipriano Andrés de Pueyrredón
José Cipriano Andrés de Pueyrredón (1779-1827) fue un patriota argentino, hermano de Juan Martín de Pueyrredón, uno de los principales precursores y líderes del movimiento emancipador, hermano del sacerdote militar Feliciano José Pueyrredón, del coronel Diego José de Pueyrredón, del coronel Juan Andrés de Pueyrredón, de Juana María Pueyrredón considerada una de las Patricias Argentinas y abuelo de Honorio Pueyrredón, político argentino que fuera miembro fundador de la Unión Cívica, antecesora de la Unión Cívica Radical.

## Biografía
José Cipriano Andrés de Pueyrredón nació en Buenos Aires en 1779, hijo del francés Juan Martín Pueyrredón Labrucherie y de Rita Damasia O'Dogan Soria, porteña con ascendientes irlandeses por parte de su abuelo paterno.
Compañero y hermano de Juan Martín de Pueyrredón, lo acompañó en toda su trayectoria en búsqueda de la Independéncia Argentina. Como teniente coronel compartió con su hermano el confinamiento en San Luis a raíz de la revolución de octubre de 1812. También fue protagonista —junto con su hermano— de todas las demás luchas políticas y militares del proceso libertario argentino. Al final fue distinguido con el título de "Guerrero de la Independencia" por sus relevantes servicios prestados a la Patria.

### Invasiones Inglesas
Al producirse la primera invasión británica al Río de la Plata en 1806, los hermanos Pueyrredón se convirtieron en los líderes de la resistencia contra el ocupante, y los más buscados por los británicos, quienes habían contado con que por sus ideas de emancipación los apoyaría. Liderados por Juan Martín de Pueyrredón, lo apoyaron también sus hermanos Diego José de Pueyrredón, Juana María Pueyrredón, Juan Andrés de Pueyrredón e incluso el sacerdote Feliciano José Pueyrredón. También Juana colaboró con la resistencia y ayudó a su madre en el cuidado de los fondos recolectados para constituir un ejército para la reconquista de la ciudad y asistió a la bendición que les impartió a sus hijos, yernos y sobrinos antes de marchar a la lucha, animándolos a volver vivos o muertos pero con honor. 
Tras el revés inicial en el combate de Perdriel donde las milicias reunidas por Juan Martín y sus hermanos fueron derrotadas por los británicos la ciudad fue reconquistada por las fuerzas al mando de Santiago de Liniers y el hermano de Cipriano fue enviado a España para conseguir auxilios ante una probable tercera expedición, misión en la cual, al igual que en los anteriores pedidos de tropas o armamentos que efectuara la ciudad ante la constante amenaza inglesa, no tuvo éxito alguno.

### Liberación

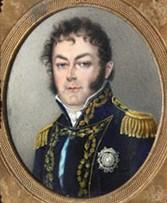
Juan Martín de Pueyrredón.

Al producirse la invasión francesa a España Juan Martín de Pueyrredón regresó a su tierra pero al hacer escala en Montevideo en enero de 1809 fue detenido por Francisco Javier de Elío acusado de liderar el partido de la independencia. Logró fugarse cuando era conducido a la península para ser juzgado por alta traición y llegó a Buenos Aires. Hacia pocos días que se hallaba en la capital cuando llegó la noticia del arribo del nuevo virrey Baltasar Hidalgo de Cisneros a Montevideo. Pueyrredón, al igual que otros criollos, intentaron sin éxito convencer a Liniers que no entregara el mando.
Juan Martín de Pueyrredón era reputado entre los españoles por partidario acérrimo de la independencia, así que -convencido Cisneros de que se fraguaba una conspiración- decretó su prisión y traslado a España, para lo que ordenó al brigadier Vicente Nieto, a quien había adelantado a Buenos Aires como gobernador interino de la Intendencia de Buenos Aires, que lo apresara, orden que fue cumplida el 24 de julio de 1809.
Juan Martín fue alojado en una celda del cuartel del regimiento de Patricios pero los cabildantes solicitaron a Nieto que fuera trasladado al cuartel de Veteranos o al de Arribeños, donde podría ser mejor custodiado. Nieto dispuso el traslado, pero una multitud reunida en la puerta del cuartel encabezada por Juana y su hermano José Cipriano impidió la salida del prisionero y sus guardias. 
El comandante de Patricios, Cornelio Saavedra, acompañó José Cipriano y su hermana Juana a ver a Nieto, y gracias a la intercesión de Saavedra y la encendida intervención de Juana se logró que la orden se postergase.
Nieto, luego de la entrevista, preguntó a sus asistentes quién era esa dama tan hermosa que con tanto fervor y facilidad de palabra había abogado por el preso.
Seguidamente, los hermanos regresaron al cuartel de Patricios y allí Juana arengó con elocuencia a los oficiales del cuerpo, instándoles a liberar a su hermano. El futuro general Tomás Guido, testigo presencial de los hechos, los relató en su ancianidad. Juana les dijo a los Patricios: "Consentiréis que sea sacrificado vuestro compatriota y amigo por la cruel injusticia de un gobernante? Consentiréis que sea expulsado de su país tal vez para siempre sin hacerle un cargo, sin oírle y sin juzgarle? No patricios! dejad que huya mi hermano, si no queréis haceros cómplices de una iniquidad que amenguará vuestra fama".
Esa misma noche del 26 de julio Pueyrredón logró fugarse por una de las ventanas del cuarto alto en que estaba la que daba a la calle sin ser detenido por ningún centinela y -tras refugiarse unos días en la quinta de Francisco Mariano de Orma- pudo partir en un buque rumbo a Río de Janeiro, donde consiguió evitar la captura exigida oficialmente por el embajador español marqués de Casa Irujo, hasta que el estallido de la Revolución de Mayo de 1810 le permitió regresar.

### Revolución de Mayo
Una de las decisiones adoptadas por el cabildo abierto del 22 de mayo de 1810 ordenaba a la Junta Gubernativa disponer el envío de una expedición a las provincias del interior con el objeto formal de asegurar la libertad en la elección de diputados que las representarían en el gobierno. Más allá de esa justificación, por otra parte razonable, era preciso evitar con rapidez la formación y consolidación de núcleos contrarrevolucionarios y demostrar a los partidarios en el interior del movimiento emancipador que serían sostenidos con decisión y preservados en sus vidas y hacienda por el nuevo gobierno.
El primer objetivo de la Expedición Auxiliadora sería la provincia de Córdoba, donde se organizaba la resistencia alrededor del héroe de la reconquista, Santiago de Liniers.

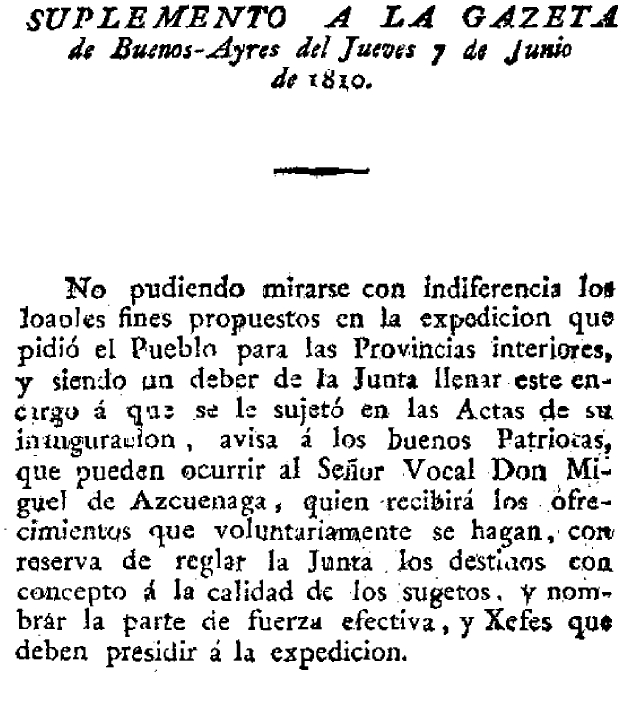
Resolución del 7 de junio de 1810.

El Cabildo del 25 de mayo había asignado recursos para organizar el nuevo ejército, formado por los sueldos del depuesto virrey Cisneros y de otros altos empleados de su administración. Pero, fuera por resultar insuficientes, o como medio para movilizar y comprometer a los vecinos con la causa revolucionaria, se decidió iniciar una suscripción pública, para lo cual el 7 de junio se publicó en la Gazeta de Buenos Aires una resolución en los siguientes términos: "No pudiendo mirarse con indiferencia los loables fines propuestos en la expedición que pidió e pueblo para las provincias interiores, y siendo un deber de la Junta llenar este encargo a que se le sujetó en las actas de su inauguración, avisa a los buenos patriotas que pueden concurrir al señor Vocal don Miguel de Azcuénaga, quien recibirá los ofrecimientos que voluntariamente se hagan, con reserva de reglar la Junta los destinos, con concepto a la calidad de los sujetos y nombrar la parte de fuerza efectiva y jefes que deben presidir la expedición".
José Cipriano Andrés de Pueyrredón no llegó a convertirse efectivamente en Director Supremo de las Provincias Unidas del Río de la Plata, al que fue elegido para suceder a su hermano Juan Martín en 1819, ya que renunció inmediatamente en solidaridad con su hermano, que consideraba perseguido injustamente por maniobras políticas.